# Woodbridge (Suffolk)
Koordinaten: 52° 6′ N, 1° 19′ O
Woodbridge ist ein Ort in Suffolk (East Anglia) in England, mit einer Bevölkerung von 10.956 (Stand: 2001), gelegen am Fluss Deben, erste historische Nennung im Jahr 970.
Der ehemalige Verwaltungssitz des 2019 in East Suffolk aufgegangenen Distrikts Suffolk Coastal war einst eine Hafenstadt und seit dem Mittelalter als ein Zentrum für Bootsbau, Seilherstellung und Segelmacherei bekannt. König Eduard III. und Sir Francis Drake ließen in Woodbridge Kriegsschiffe bauen. 

## Sehenswürdigkeiten

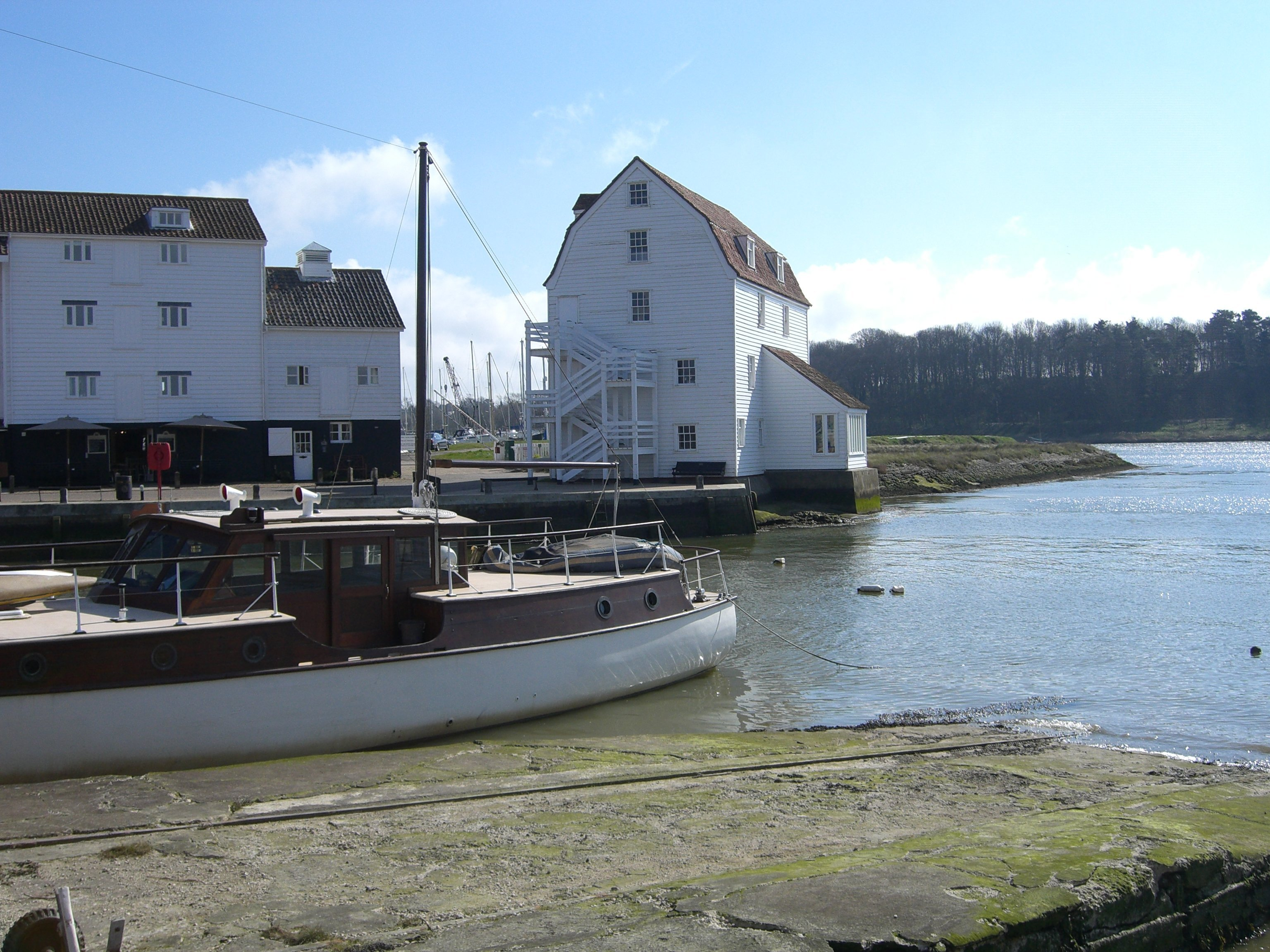
Gezeitenmühle

- Die Stadt verfügt über eine 2004 restaurierte Gezeitenmühle. Dies ist eine von nur vier ihrer Art im Vereinigten Königreich, dazu eine der ältesten, denn sie wird dort erstmals im Jahr 1170 urkundlich erwähnt. Damals wurde sie von Augustinermönchen betrieben. Im Jahr 1536 ging sie auf König Heinrich VIII. über, und im Jahr 1564 schenkte Königin Elisabeth I. sie an Thomas Seckford. Dieser gründete 1577 die heute noch bestehende Woodbridge School.
- Östlich von Woodbridge liegt Sutton Hoo, eine Reihe grasbewachsener Grabhügel, in denen 1939 ein Schiffsgrab aus dem Jahr 625 mit reichen Beigaben gefunden wurde. Möglicherweise ist es das Grab des angelsächsischen Königs Rædwald von East Anglia.

## Söhne und Töchter der Stadt
- André d’Erlanger (1895–1937), französischer Autorennfahrer
- Tom Leppard (1935–2016), als Leopard Man of Skye für seine Tätowierungen bekannter Einsiedler
- Brian Eno (* 1948), britischer Musiker
- Roger Eno (* 1959), britischer Musiker
- Barry Purves (* 1955), britischer Animator
- Charlie Simpson (* 1985), britischer Musiker
- Norman Heatley, brit. Chemiker